# Val Liona
Val Liona es una comuna italiana perteneciente a la provincia de Vicenza de la región de Véneto.
El actual municipio fue fundado el 17 de febrero de 2017 mediante la fusión de las hasta entonces comunas separadas de Grancona (la actual capital municipal) y San Germano dei Berici.
En 2020, el municipio tenía una población de 3033 habitantes.
Comprende un conjunto de localidades rurales dispersas en el valle del arroyo Liona, que da nombre al municipio. Se ubica en el sur de la provincia, unos 15 km al suroeste de la capital provincial Vicenza.